# Mary Stevens, M.D.
Pour plus de détails, voir Fiche technique et Distribution.
Mary Stevens, M.D. est un film américain réalisé par Lloyd Bacon et sorti en 1933.

## Synopsis
Mary Stevens (Kay Francis) et son ami d'enfance Don Andrews (Lyle Talbot) décrochent leur diplôme de médecin et décident d'ouvrir leurs cabinets médicaux respectifs dans le même immeuble.

## Fiche technique
- Titre original : Mary Stevens, M.D.
- Réalisation : Lloyd Bacon
- Scénario : Rian James, Robert Lord, d'après une histoire de Virginia Kellogg
- Direction artistique : Esdras Hartley
- Costumes : Orry-Kelly
- Photographie : Sidney Hickox
- Son : Robert B. Lee
- Montage : Ray Curtiss
- Musique : Bernhard Kaun
- Production : Hal B. Wallis
- Société de production : Warner Bros.
- Société de distribution : Warner Bros.
- Pays d'origine :  États-Unis
- Langue originale : anglais
- Format : noir et blanc — 35 mm — 1.37:1 — son monophonique
- Genre : Drame
- Durée : 72 minutes
- Dates de sortie :
  - États-Unis : 22 juillet 1933

## Distribution

### Acteurs principaux
- Kay Francis : Mary Stevens
- Lyle Talbot : Don Andrews
- Glenda Farrell : Glenda
- Thelma Todd : Lois
- Harold Huber : Tony
- Una O'Connor : Mme Arnell Simmons
- Charles C. Wilson : Walter Rising
- Hobart Cavanaugh : Alf Simmons
- George Cooper : Pete
- John Marston : Dr Lane
- Christian Rub : Gus, concierge de Mary
- Walter Walker : Dr Clark

### Acteurs secondaires
- Edward Gargan : 'Captain', le policier (non crédité)
- Theresa Harris : Alice, la femme de ménage d'Andrews (non crédité)
- Grace Hayle : la grosse dame riche (non crédité)
- Lloyd Ingraham : le capitaine du Bellocona (non crédité)
- Wilfred Lucas : Barry, l'avocat d'Andrews (non crédité)
- Wallace MacDonald : le commissaire de bord du Bellocona (non crédité)
- Harry Myers : le patient nerveux (non crédité)
- Lee Phelps : le chef de gare (non crédité)
- Jane Withers : la petite fille dans le hall (non crédité)